# İstanbul Üniversitesi SK (futsal)
İstanbul Üniversitesi SK – turecki klub futsalowy z siedzibą w mieście Stambuł, obecnie występuje w najwyższej klasie rozgrywkowej Turcji. Jest sekcją futsalu w klubie sportowym İstanbul Üniversitesi SK.

## Sukcesy
- Mistrzostwo Turcji (5): 2010, 2011, 2013/14, 2014/15, 2015/16